# Denisodon moroccensis
Denisodon moroccensis — викопний вид ранніх ссавців вимерлого ряду хараміїд (Haramiyida), що існував у ранній крейді (145—140 млн років тому).

## Історія
Описаний із зуба, що знайдений у відкладеннях пісковика формації Ксар Метлілі, що знаходиться за 100 км на схід від міста Ануал на північному сході Марокко.
Рід Denisodon названо на честь французької палеонтологині Деніз Сігоньо-Рассел, фахівця із мезозойських ссавців.